# 2016 FN59
2016 FN59, também escrito como 2016 FN59, é um objeto transnetuniano que está localizado no cinturão de Kuiper, uma região do Sistema Solar. O mesmo possui uma magnitude absoluta de 5,9 e tem um diâmetro estimado de 291 km. O astrônomo Mike Brown lista este objeto em sua página na internet como um candidato a possível planeta anão.

## Descoberta
2016 FN59 foi descoberto no dia 28 de março de 2016 pelo DECam.

## Órbita
A órbita de 2016 FN59 tem uma excentricidade de 0,175 e possui um semieixo maior de 43,981 UA. O seu periélio leva o mesmo a uma distância de 36,288 UA em relação ao Sol e seu afélio a 51,673 UA.